# Jean Mercier (1825-1899)
Pour les articles homonymes, voir Jean Mercier et Mercier.
Jean Théodose Mercier, né le 11 janvier 1825 à Nantua (Ain) et mort le 20 décembre 1899 à Nantua, est un homme politique français.

## Carrière
Professeur au collège de Nantua de 1845 à 1848, collaborant dans des journaux républicains puis fait ses études de droit à Paris, où il s'oppose au coup d'État du 2 décembre 1851, ce qui lui vaut un court emprisonnement.
Il revient s'installer comme avocat à Nantua, et devient bâtonnier en 1863. Il est administrateur provisoire de l'arrondissement de Nantua après le 4 septembre 1870, puis maire de Nantua et conseiller général du canton de Châtillon-de-Michaille.
Il se présente une première fois à la députation en janvier 1871 sans parvenir à gagner mais il est élu député de l'Ain le 2 juillet 1871, lors des élections complémentaires après la démission d'Aristide Tendret. Il siège à gauche sans adhérer à un groupe. Il est réélu lors des élections de 1876 et s'inscrit à la Gauche républicaine et fait partie des 363 qui refusent la confiance au gouvernement d'Albert de Broglie. Il conserve son siège jusqu'en 1885, où il est élu au Sénat où il prend place à gauche sans adhérer à un groupe, votant pour le rétablissement du scrutin d'arrondissement et pour la procédure contre Georges Boulanger. Il meurt en cours de mandat en 1899.

## Sources
- « Jean Mercier (1825-1899) », dans Adolphe Robert et Gaston Cougny, Dictionnaire des parlementaires français, Edgar Bourloton, 1889-1891 [détail de l’édition]